# Ancoratge (nàutica)
|  | No s'ha de confondre amb Fondejador. |

Detall dels cercles de Born, en una carta

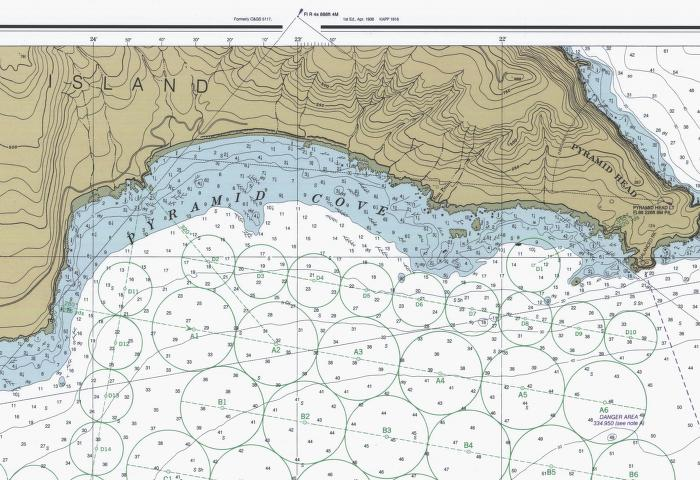
Carta d'una zona de fondeig reglamentària

L'Ancoratge és la maniobra per immobilitzar un objecte usant una àncora: un vaixell, un tren, etc. Ancorar és la maniobra nàutica necessària perquè una nau o qualsevol objecte que suri quedi subjecte amb seguretat al fons. La maniobra nàutica d'ancorar un cos flotant: vaixell, boia, almadrava, etc. també es coneix com fondejar fent que l'objecte que floti quedi subjecte amb seguretat al fons.

Aquesta maniobra nàutica es fa habitualment amb àncores o amb un pes mort que es diposita al fons. En vaixells lleugers, si el mort té una boia, una nau queda fondejada quan s'hi amarra, sense ser necessari fondejar una àncora. 

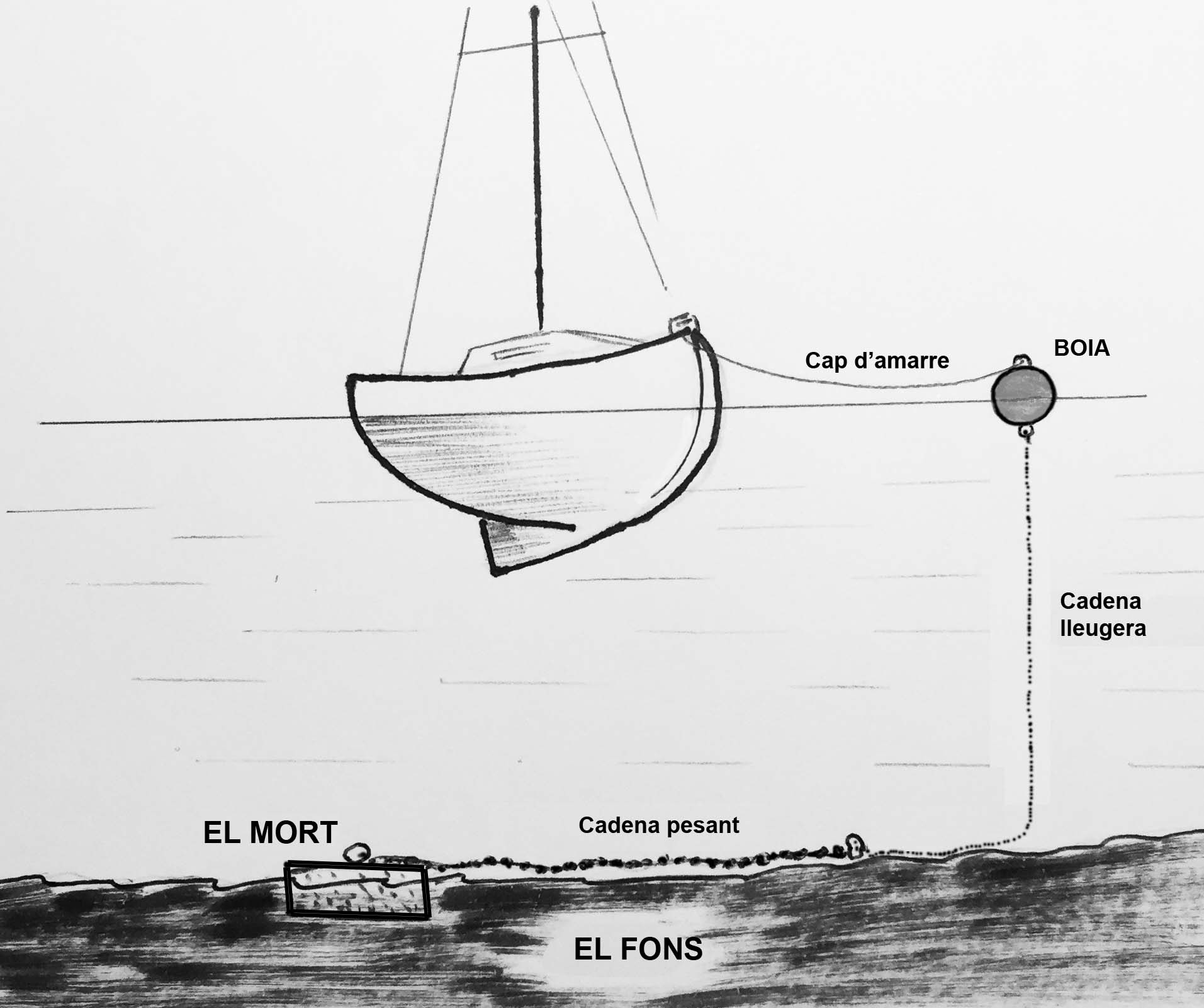
Fondeig amb boia i mort

## Àncores

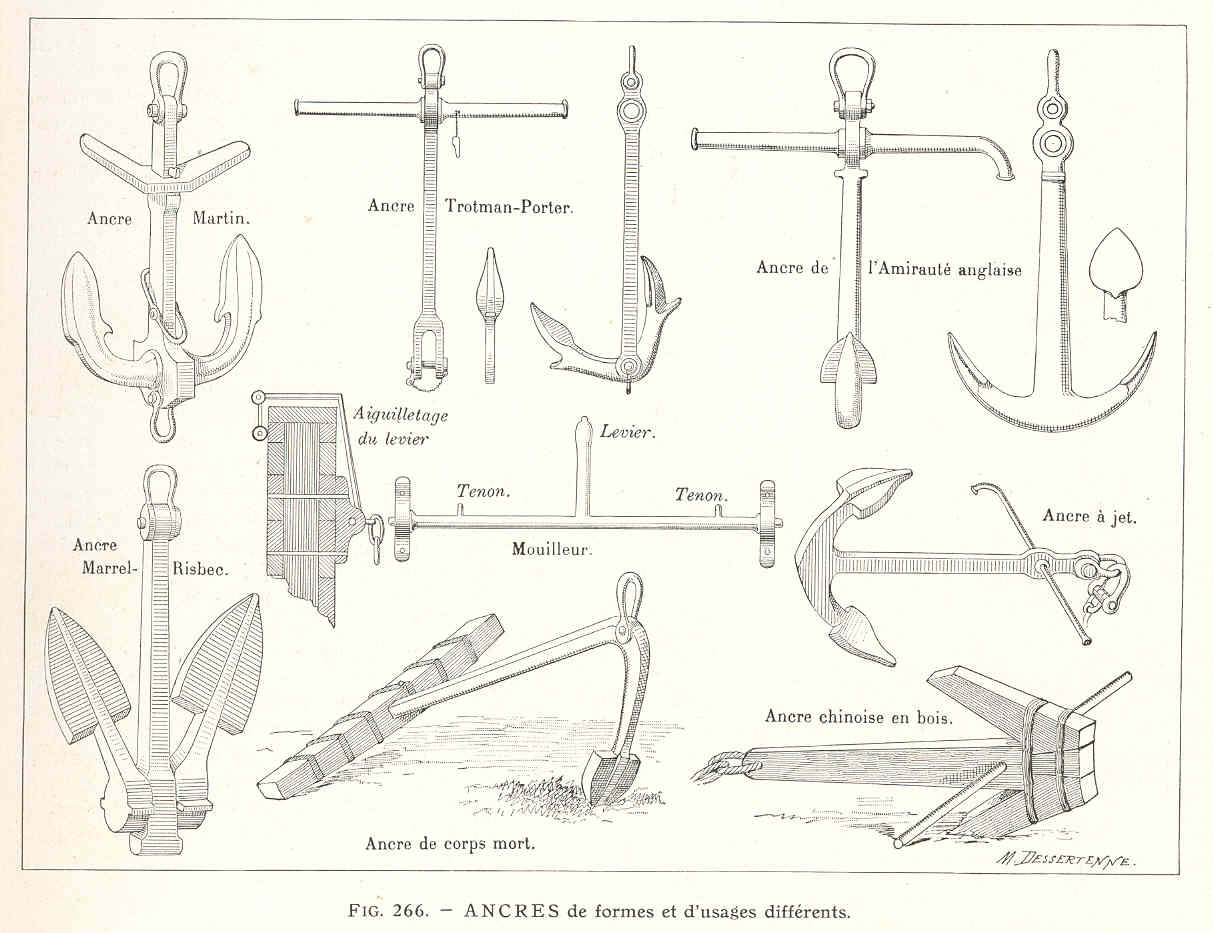
Àncores de formes i d'usos diferents

Hi ha diversos tipus d'àncores, que pel pes i forma corresponen a cada navili i tipus de fons i profunditats. Les àncores dels navilis lleugers en navegació es dipositen en un cofre, fàcilment accessible, normalment a la proa i van amarrades amb caps a l'extrem del navili i uns metres de cadena a l'extrem de l'àncora. Els vaixells de gran desplaçament en porten dues a l'exterior del buc. Les àncores de ciment s'utilitzaven antigament. En zones de fondeig de navilis esportius són habituals el usar un bloc de ciment de pes suficient ensorrat en un lloc fix i es balissen per usos repetits amb una boia. Les condicions a tenir en compte al fondejar son l'estat de la mar, la profunditat i tipus del fons, la direcció del vent i la proximitat d'altres objectes o vaixells.

## Maniobra
Després de la preparació (conèixer la direcció i intensitat del vent, els obstacles circumdants, les possibles corrents, la profunditat i tipus de fons) i assegurant la disposició de l'ancora i el tripulant, quan el vaixell és en posició de fondeig s'amolla l'àncora sense dilació fins que toqui fons i es finalitza quan es comprova que queda fixe, caçant l'extrem a bord. La maniobra d'ancorar comporta la de llevar l'àncora.

## A tenir en compte

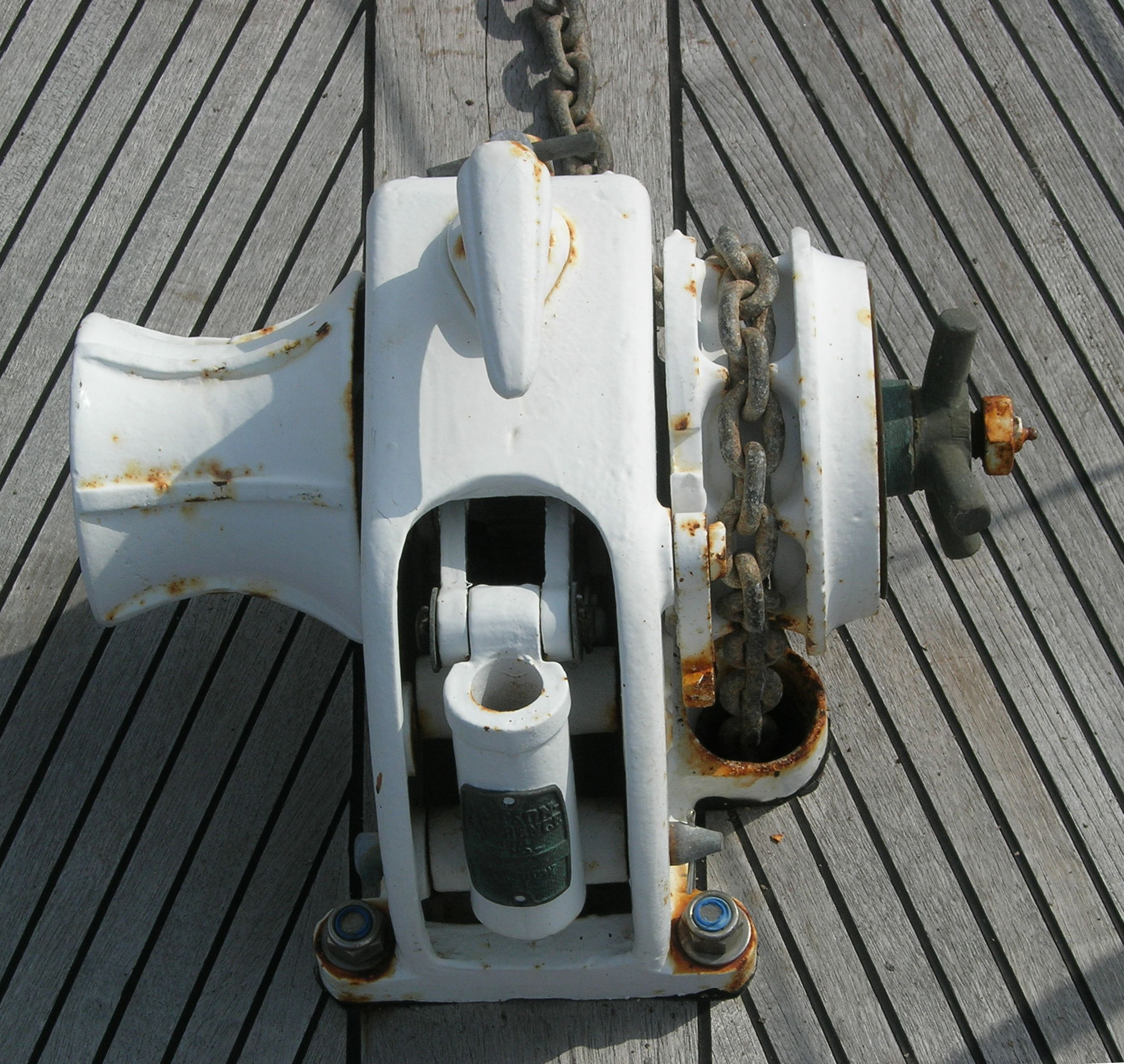
Molinet

- Borneig.[3] Quan un navili és fondejat i el vent canvia de direcció es produeix un moviment circular que pot fer abordatges entre embarcacions que no hagin deixat prou espai al fondejar.
- Garreig. En determinats fons d'arena hi ha el perill del desplaçament de l'àncora en moure's el navili per la força del vent o dels corrents. Tant en el cas de borneig o de guerreig és necessari
- Longitud del cap/cadena. Fa d'amortidor de l'onatge
- Comprovació visual garreig.[4]
- Profunditat
- Tipus de fons
- Previsió de llevar l'àncora. Molinet[5][6]